# Siberia (novela)
Siberia es una novela de la escritora ecuatoriana Daniela Alcívar Bellolio, publicada por primera vez en 2018 por la Campaña de Lectura Eugenio Espejo. En 2019, la editorial española Candaya publicó una versión extendida de la novela con el título de Siberia. Un año después.
La trama cuenta el viaje físico y espiritual de una mujer que acaba de perder a su hijo. Siberia ganó en 2018 el Premio Joaquín Gallegos Lara, un galardón literario ecuatoriano que premia a las mejores novelas del año. De la novela, destacaron su «universo vital y humano, de una amplia y conmovedora complejidad, en el escenario de una estructura más bien breve y de un intenso espesor poético.» También recibió una mención de honor en abril de 2018 en el Premio La Linares de Novela Breve.
Los temas destacados en la obra son el deseo y el dolor, que proviene de la experiencia de sobrevivir a un hijo. El paisaje, tan bien descrito por la autora en la novela, toma una gran importancia en el desarrollo de la historia.

## Argumento
Siberia narra la experiencia de un duelo desde el punto de vista del cuerpo y la mente, transmitido a través del lenguaje. Un lenguaje que expresa no solo el dolor, sino también el deseo de una nueva vida. Se trata del duelo de una madre que pierde a su hijo y que por ello migra de la ciudad en la que ha vivido los últimos quince años.
Daniela Alcívar Bellolio tantea así en su primera novela la muerte y el deseo desde su propia experiencia: la de una pérdida. El orden narrativo canónico se ve superado por el caos de una mente que ha sufrido, que intenta sacar de sus entrañas el dolor que lleva dentro a través de un vocabulario indomable a la vez que poético, un lenguaje poblado por el temor, la culpa y la búsqueda de la tranquilidad.
Un año después juega con la escritura tras el paso de las dificultades. Si en Siberia se examina el alcance de la aflicción acaecida, este relato va más allá y se cuestiona lo que ocurre una vez que todo ha vuelto aparentemente a la tranquilidad, aunque esta esté todavía afectada por momentos dolorosos.